# Abludomelita richardi
Abludomelita richardi är en kräftdjursart. Abludomelita richardi ingår i släktet Abludomelita och familjen Melitidae. Inga underarter finns listade i Catalogue of Life.